# 岩垂寿喜男
岩垂 寿喜男（いわたれ すきお、1929年（昭和4年）4月25日 - 2001年（平成13年）3月7日）は、日本の政治家。本名の読みは「いわだれすきお」。
衆議院議員（8期）、環境庁長官（第33代）。日本野鳥の会副会長。

## 来歴、人物
長野県東筑摩郡笹賀村（現松本市）の農家に生まれる。1944年2月、自ら志願し海軍通信学校に入学。本来は2年制の学校であったが、戦況の悪化により促成カリキュラムが組まれ、同年12月に卒業した。海軍通信学校卒業後、鹿児島県の鹿屋基地で教員補を務める。1945年、第二次世界大戦敗戦により復員する。その後、長野県東筑摩農学校（現長野県塩尻志学館高等学校）に編入学し、中央大学専門部法学科に進学。大学は一部（昼間部）に入学したが、生活費を捻出するために昼間は大日本印刷で働き、二部（夜間部）の授業を受講し1951年に卒業。
中央大学や大日本印刷では学生運動、賃上げの労働争議に加わり、それを見た社会党員で恩師の青柳竜郎の勧めを受けて在学中に日本社会党への入党、棚橋小虎の選挙の手伝うことになる。棚橋の当選後は彼の秘書になるが、棚橋の息子が秘書になる代わりに間もなく岩垂は職を辞して故郷の笹賀村へ帰省した。
1954年、笹賀村は市町村合併により松本市の一部になり、翌1955年、25歳で松本市議会議員選挙に立候補するが次点で落選した。その後、弁護士をめざすが肺浸潤を患い、司法試験を断念する。1956年、日本労働組合総評議会（総評）本部書記に採用された後に部長、企画部長として大衆運動、地方首長の選挙で社会党と総評の繋ぎ役を担った。1960年の安保闘争では安保反対国民会議事務局次長を務め、反対運動の先頭に立った。しかし全日本学生自治会総連合（全学連）の過激な行動に対しては批判的であった。同年10月11日、日本社会党委員長浅沼稲次郎から衆議院議員総選挙への出馬の要請を受けるが、浅沼は翌日暗殺される（浅沼稲次郎暗殺事件）。結局このときは出馬を決断せず、その後は市民運動に関わる。
1972年、第33回衆議院議員総選挙に中嶋英夫の後継で旧神奈川2区から日本社会党公認で立候補し、初当選。名字の「いわたれ」表記はこの時からである。議員当選後も引き続き市民運動や、公害対策をはじめ環境問題にも関与した。また超党派の自然保護議員連盟の結成に関わり、自身は幹事長に就任した（会長はの大石武一）。1986年、土井たか子の社会党委員長就任に伴い党中央委員、総務局長に起用される。1990年に中央執行委員へ指名され、党内閣部会長、環境部会長、厚生部会長を歴任。
1993年、社会党惨敗後の特別国会の首班指名選挙では、日本新党の細川護煕ではなく社会党委員長山花貞夫に投票した。また細川内閣が成立をめざした政治改革四法案にも党議拘束に反して反対票を投じ、党規違反で3か月間の党活動禁止処分を受ける。細川内閣退陣後、社会党は羽田内閣で閣外協力に転じ、岩垂は自社さ連立政権の樹立を推進した。
1996年、自社さ連立の第1次橋本内閣で環境庁長官に任命され、初入閣。在任中、長良川河口堰建設問題で建設省、環境庁の定期協議をする機関設置を実現、石垣島の空港建設構想のあった白保サンゴ礁を国立公園指定する方針を示した。同年の第41回衆議院議員総選挙には立候補せず、政界から引退した。
1999年4月の春の叙勲で勲一等に叙され、瑞宝章を受章する。
2001年3月7日、心不全のため神奈川県鎌倉市の大船中央病院で死去した。71歳没。死没日付をもって従三位に叙された。
社民党神奈川県連顧問、東京大学教養学部非常勤講師（環境問題）を務めた。

## エピソード
- 社会党では飛鳥田一雄、石橋政嗣両委員長就任に尽力し、1986年の第38回衆議院議員総選挙での社会党惨敗後、石橋後継に土井たか子を擁立し、委員長に就任させる。しかし、石橋は委員長続投を望んでいたため、以降岩垂と石橋は疎遠になった。
- また社会党内では伊東秀子、小森龍邦らと並ぶ最左派の理論家で知られた。1993年の第40回衆議院議員総選挙では、日本労働組合総連合会会長山岸章らの意向により左派外しの選別推薦が行われ、岩垂や土井たか子、上田哲らは連合から推薦を得られなかった。
- 自社さ連立の村山内閣下では、ルワンダに現地調査へ赴き自衛隊のPKO（国際連合平和維持活動）派遣を決めたため、変節を批判された。
- 岩垂の死去から5年経った2006年2月に行われた社民党の党大会で、衆院に小選挙区比例代表並立制を導入する政治改革法案に賛成したのは、その後の党勢激減を踏まえれば「正しかったとはいえない」との新見解をまとめ、当時法案に反対して処分された岩垂ら9人の名誉回復が図られた。

## 政策
- 選択的夫婦別姓制度導入に賛同[5]。